# Campionati del mondo di ciclismo su pista 2019 - 500 metri a cronometro
La 500 metri a cronometro ai Campionati del mondo di ciclismo su pista 2019 si è svolta il 2 marzo 2019.

## Podio
| Pos.    | Atleta           | Nazionalità |
| ------- | ---------------- | ----------- |
| Oro     | Daria Shmeleva   | Russia      |
| Argento | Olena Starikova  | Ucraina     |
| Bronzo  | Kaarle McCulloch | Australia   |

## Risultati

### Qualificazioni
I migliori otto tempo si qualificano per la finale.
| Posizione | Atleta               | Nazione       | Tempo  | Gap    | Note |
| --------- | -------------------- | ------------- | ------ | ------ | ---- |
| 1         | Daria Shmeleva       | Russia        | 33.554 |        | Q    |
| 2         | Kaarle McCulloch     | Australia     | 33.556 | +0.002 | Q    |
| 3         | Miriam Welte         | Germania      | 33.598 | +0.044 | Q    |
| 4         | Olena Starikova      | Ucraina       | 33.674 | +0.120 | Q    |
| 5         | Kyra Lamberink       | Paesi Bassi   | 33.798 | +0.244 | Q    |
| 6         | Jessica Salazar      | Messico       | 33.973 | +0.419 | Q    |
| 7         | Lea Friedrich        | Germania      | 34.102 | +0.548 | Q    |
| 8         | Miriam Vece          | Italia        | 34.127 | +0.573 | Q    |
| 9         | Lin Junhong          | Cina          | 34.144 | +0.590 |      |
| 10        | Urszula Łoś          | Polonia       | 34.260 | +0.706 |      |
| 11        | Yuli Verdugo         | Messico       | 34.280 | +0.726 |      |
| 12        | Natalia Antonova     | Russia        | 34.296 | +0.752 |      |
| 13        | Tania Calvo          | Spagna        | 34.333 | +0.779 |      |
| 14        | Katy Marchant        | Gran Bretagna | 34.335 | +0.781 |      |
| 15        | Pauline Grabosch     | Germania      | 34.352 | +0.798 |      |
| 16        | Helena Casas         | Spagna        | 34.415 | +0.861 |      |
| 17        | Hetty van de Wouw    | Paesi Bassi   | 34.518 | +0.964 |      |
| 18        | Guo Yufang           | Cina          | 34.580 | +1.026 |      |
| 19        | Martha Bayona        | Colombia      | 34.756 | +1.202 |      |
| 20        | Ekaterina Rogovaya   | Russia        | 34.765 | +1.211 |      |
| 21        | Mandy Marquardt      | Stati Uniti   | 35.049 | +1.495 |      |
| 22        | Victoria Williamson  | Gran Bretagna | 35.069 | +1.515 |      |
| 23        | Crismonita Dwi Putri | Indonesia     | 35.182 | +1.628 |      |
| 24        | Ellesse Andrews      | Nuova Zelanda | 35.439 | +1.885 |      |
| 25        | Charlene Du Preez    | Sudafrica     | 36.235 | +2.681 |      |
| 26        | Li Yin Yin           | Hong Kong     | 36.505 | +2.951 |      |

### Finale
| Posizione | Nome             | Nazione     | Tempo  | Gap    | Note |
| --------- | ---------------- | ----------- | ------ | ------ | ---- |
| 1         | Daria Shmeleva   | Russia      | 33.012 |        |      |
| 2         | Olena Starikova  | Ucraina     | 33.307 | +0.295 |      |
| 3         | Kaarle McCulloch | Australia   | 33.419 | +0.407 |      |
| 4         | Miriam Welte     | Germania    | 33.431 | +0.419 |      |
| 5         | Jessica Salazar  | Messico     | 33.826 | +0.814 |      |
| 6         | Kyra Lamberink   | Paesi Bassi | 33.972 | +0.960 |      |
| 7         | Lea Friedrich    | Germania    | 33.997 | +0.985 |      |
| 8         | Miriam Vece      | Italia      | 34.247 | +1.235 |      |